# Siegfried Wustrow
Siegfried Wustrow (Göhlen, Mecklemburg-Pomerània Occidental, 7 de maig de 1936) va ser un ciclista de l'Alemanya de l'Est que s'especialitzà en el ciclisme en pista. Va guanyar dues medalles de plata als Campionats del món de mig fons amateur.

## Palmarès
- 1955
  - 1r a la Rund um die Hainleite
- 1956
  - Vencedor d'una etapa a la Volta a la RDA
- 1961
  - Campió de la RDA en mig fons